# Airline Tycoon
Airline Tycoon est un jeu vidéo de simulation économique de compagnie aérienne sorti en 1998, développé par Spellbound Software puis édité par Monte Cristo.
Le jeu a connu une suite : Airline Tycoon Evolution.

## Système de jeu
Airline Tycoon est un jeu de simulation où le joueur joue le rôle d'un directeur de compagnie aérienne en compétition avec trois autres. Le nom des quatre dirigeants est :
- Claire Caravelle (Sunshine Airways)
- Maxime Laflambe (Falcon Lines)
- Igor Tuppolevsky (Phoenix Travel)
- Mario Zucchero (Honey Airlines)

Le joueur doit satisfaire les clients en proposant un aéroport répondant à leurs besoins mais aussi en achetant de nouveaux avions ; finançant cela par un éventuel prêt à la banque. Le joueur doit également gérer son équipe, planifier les vols, acheter du carburant et assister aux meetings entre autres.

## Marketing
La publicité du jeu a été portée par le slogan « Attention, une mauvaise gestion peut entraîner des crampes d'estomac ». L'affiche du jeu représentant un plateau repas comme servi dans les avions.

## Accueil
- Gamekult : 4/10[1]
- Jeuxvideo.com : 13/20[2]